# Yolçatı (Silivri)
Yolçatı, formalmente Gelevri ou Galivri, derivando de seu nome grego Calávria ou Calábria (em grego: Καλαβρύη), é uma vila turca situada próximo de Çanta, no distrito de Silivri, na província de Istambul.

## História
O assentamento existe deste a Antiguidade Tardia, e foi até recentemente conhecido por seu nome grego Calávria ou Calábria (Καλαβρύη), também Galábria/Galávria (Γαλαβρύη), Calóvria/Calóbria (Καλοβρύη) e Calavra (Καλαυρή). No começo do século IV pode ter sido a sé dum bispado, que pelo final do século foi transferido para a vizinha Selímbria. Os habitantes da cidade estiveram envolvidos na Revolta de Nica de 532 contra o imperador bizantino Justiniano (r. 527–565). Ela é mencionado em 1078, quando na batalha de Calávrita as forças do imperador Nicéforo III Botaniates, lideradas por Aleixo Comneno, derrotaram o exército do rebelde Nicéforo Briênio, o Velho.
Mais adiante é novamente mencionada pelo geógrafo árabe Dreses como Geliwrî; Dreses relata-a simplesmente como uma localidade próximo de Selímbria. A vila foi lar duma comunidade grega (englobando 212 indivíduos em 1922) até a Troca de populações entre a Grécia e a Turquia. Ela foi o sítio duma Igreja da Transfiguração e duma homônima hagiasma, mas ambos desapareceram.